# Montreuil-Bonnin
Pour les articles homonymes, voir Montreuil et Bonnin.
Montreuil-Bonnin est une ancienne commune du Centre-Ouest de la France, située dans le département de la Vienne en région Nouvelle-Aquitaine. Le 1er janvier 2019, elle devient une commune déléguée de Boivre-la-Vallée.

## Géographie

### Localisation
Le village est bâti autour du château, célèbre avec sa légende de la Fée Mélusine, et qui domine la vallée de la Boivre.
Il est situé à 7 km de Béruges.

### Climat
Le climat est océanique avec des étés tempérés.

## Toponymie
Montreuil proviendrait du latin monasteriolum diminutif de monasterium qui signifie monastère.

## Histoire
Le château abritait un atelier monétaire parmi les plus importants de France, actif de 1247 à 1346. Son activité s’arrête avec la prise du château par le comte de Derby, qui pend les monnayeurs aux créneaux.
En septembre 1346, le comte de Derby s’empare de la ville (guerre de Cent Ans).
Un arrêté préfectoral portant création de la commune nouvelle de Boivre-la-Vallée est publié le 21 septembre 2018 et a pris acte le 1er janvier 2019. Cette commune est le résultat de la fusion entre Montreuil-Bonnin et Benassay, La Chapelle-Montreuil et Lavausseau.

## Politique et administration

### Liste des maires
| Période        | Période        | Identité              | Étiquette | Qualité |
| -------------- | -------------- | --------------------- | --------- | ------- |
| juillet 1922   | mai 1951       | M. Drouet             |           |         |
| mai 1951       | septembre 1966 | M. Hacault            |           |         |
| septembre 1966 | mars 1971      | M. Chabot             |           |         |
| mars 1971      | mars 1977      | Marcel Renaudie       |           |         |
| mars 1977      | mars 2001      | Jean Marie Montoux    |           |         |
| mars 2001      | réélu en 2008  | Alain Gatefait        |           |         |
| mars 2014      | 2020           | Dany Joseph-Dubernard |           |         |

### Instances judiciaires et administratives
La commune relève du tribunal d'instance de Poitiers, du tribunal de grande instance de Poitiers, de la cour d'appel  de Poitiers, du tribunal pour enfants de Poitiers, du conseil de prud'hommes de Poitiers, du tribunal de commerce de Poitiers, du tribunal administratif de Poitiers et de la cour administrative d'appel  de  Bordeaux, du tribunal des pensions de Poitiers, du tribunal des affaires de la Sécurité sociale de la Vienne, de la cour d’assises de la Vienne.

### Services publics
Les réformes successives de La Poste ont conduit à la fermeture de nombreux bureaux de poste ou à leur transformation en simple relais. Toutefois, la commune a pu maintenir le sien.

## Démographie
L'évolution du nombre d'habitants est connue à travers les recensements de la population effectués dans la commune depuis 1793. Pour les communes de moins de 10 000 habitants, une enquête de recensement portant sur toute la population est réalisée tous les cinq ans, les populations de référence des années intermédiaires étant quant à elles estimées par interpolation ou extrapolation. Pour la commune, le premier recensement exhaustif entrant dans le cadre du nouveau dispositif a été réalisé en 2008.

En 2016, la commune comptait 754 habitants, en évolution de +15,82 % par rapport à 2010 (Vienne : +0,6 %, France hors Mayotte : +2,11 %).
| 1793 | 1800 | 1806 | 1821  | 1831  | 1836  | 1841  | 1846  | 1851  |
| ---- | ---- | ---- | ----- | ----- | ----- | ----- | ----- | ----- |
| 528  | 570  | 612  | 1 286 | 1 346 | 1 477 | 1 529 | 1 529 | 1 564 |

| 1856  | 1861  | 1866  | 1872 | 1876 | 1881 | 1886 | 1891 | 1896 |
| ----- | ----- | ----- | ---- | ---- | ---- | ---- | ---- | ---- |
| 1 600 | 1 556 | 1 586 | 700  | 715  | 738  | 706  | 725  | 666  |

| 1901 | 1906 | 1911 | 1921 | 1926 | 1931 | 1936 | 1946 | 1954 |
| ---- | ---- | ---- | ---- | ---- | ---- | ---- | ---- | ---- |
| 675  | 665  | 634  | 565  | 550  | 545  | 533  | 557  | 488  |

| 1962 | 1968 | 1975 | 1982 | 1990 | 1999 | 2006 | 2008 | 2013 |
| ---- | ---- | ---- | ---- | ---- | ---- | ---- | ---- | ---- |
| 465  | 432  | 370  | 551  | 644  | 650  | 648  | 648  | 732  |

| 2016 | - | - | - | - | - | - | - | - |
| ---- | - | - | - | - | - | - | - | - |
| 754  | - | - | - | - | - | - | - | - |

En 2008, selon l’Insee, la densité de population de la commune était de 25 hab./km2 contre 61 hab./km2 pour le département, 68 hab./km2 pour la région Poitou-Charentes et 115 hab./km2 pour la France.

## Économie
Selon la Direction régionale de l'Alimentation, de l'Agriculture et de la Forêt de Poitou-Charentes, il n'y a plus que 17 exploitations agricoles en 2010 contre 22 en 2000.
Les surfaces agricoles utilisées ont, toutefois, augmenté et sont passées de 1 522 hectares en 2000 à 1 606 hectares en 2010.Ces chiffres indiquent une concentration des terres sur un nombre plus faible d’exploitations. Cette tendance est conforme à l’évolution  constatée sur tout le département de la Vienne puisque de 2000 à 2007, chaque exploitation a gagné en moyenne 20 hectares.
24 % des surfaces agricoles sont destinées à la culture des céréales (blé tendre essentiellement mais aussi orges), 11 % pour les oléagineux (colza), 39 % pour le fourrage et 23 % restent en herbes.
Neuf exploitations en 2010 comme en 2000 abritent un élevage de bovins (1 794 têtes en 2010 contre 1 366 têtes en 2000). C’est un des troupeaux de bovins les plus importants de la Vienne qui rassemblent 48 000 têtes en 2011.
Sept exploitations en 2010 (contre onze en 2000) abritent un élevage d'ovins (1 272 têtes en 2010 contre 7 671 têtes en 2000). Cette évolution est conforme à la tendance globale du département de la Vienne. En effet, le troupeau d’ovins, exclusivement destiné à la production de viande, a diminué de 43,7 % de 1990 à 2007. En 2011, le nombre de têtes dans le département de la Vienne était de 214 300 .
L'élevage de volailles a disparu au cours de cette décennie (355 têtes réparties entre neuf fermes).

## Culture locale et patrimoine

### Lieux et monuments

#### Patrimoine civil et religieux

##### Le château de Montreuil-Bonnin
- Château de Montreuil-Bonnin, classé monument historique depuis la première liste des monuments historiques de 1840. Le château a été construit par Richard Cœur de Lion. Si l'on juge par l'hétérogénéité des bâtiments qui composent le château, celui-ci a dû subir bien des vicissitudes au cours de son histoire. Les tours cylindriques témoignent de l'évolution de l'art militaire au temps de Philippe Auguste. Le château a été incendié en 1346 par les Anglais de Derby. À partir de 1361, le château est sous la tutelle anglaise. Au XVIe siècle, on y ajoute deux corps de logis tandis que les tours sont en partie démantelées. Le château, durant les guerres de Religion, devint une place protestante. De nos jours, on distingue les tours ruinées, l'habitat intérieur, les restes de la fortification.

##### L'égliseSaint-Hilairede Montreuil-Bonnin
- L'église. La colonne avec son chapiteau du XIIe siècle et les trois dais du XIVe siècle engagés dans le mur sud du chœur sont inscrits comme monument historique depuis 1935[16].

#### Le patrimoine naturel

##### Le bois du Parc
Le site a fait l’objet d’un classement et d’une protection comme zone naturelle d’intérêt écologique, floristique et faunistique (ZNIEFF). Il comprend le bois du Parc qui est situé entre les deux grands massifs boisés que sont la forêt de Vouillé au nord et la forêt de l’Épine au sud, mais aussi un tronçon du cours de la Boivre, en aval immédiat de Montreuil-Bonnin. La zone s’étend sur le territoire de plusieurs communes : Béruges, Montreuil-Bonnin, la Chapelle-Montreuil.
La topographie qui est assez variée définit des habitats bien spécifiés. Il comprend, du sud au nord:
- un plateau d’altitude modeste qui culmine à 152 m.  Les sols y sont limoneux et acides. Le plateau est couvert d’une chênaie calcifuge atlantique à chêne sessile. Les sous-bois abritent la Scille du printemps. C’est une espèce présente en France uniquement dans le Sud-Ouest et sur le littoral breton. En Poitou-Charentes, l’espèce est rare et elle est très localisée. En effet, on l’a recensé surtout dans le département des Deux-Sèvres et dans l’Ouest du département de la Vienne. Elle y est peu abondante.
- un versant pentu et raide qui domine le marais. Le versant est orienté nord-ouest. Il surplombe la Boivre. Il est recouvert par des chênes pédonculés et des charmes. Il abrite, aussi, quelques hêtres communs. Cette essence est surtout répandue dans la moitié nord de la France et elle est à affinités montagnardes dans le sud. Sa présence est très disséminée en région Poitou-Charentes où on la rencontre surtout dans des biotopes dont le microclimat est frais et humide, c’est-à-dire dans des ravins, des versants exposés au nord (comme pour le bois du Parc) ou à l’est. Dans ses sous-bois, a été recensée la Dentaire bulbifère. C’est une curieuse Crucifère aux petites fleurs rosées qui se reproduit partiellement par de petites bulbilles situées à l’aisselle de ses feuilles. Le bois du Parc est l’un de ses quatre sites répertoriés dans le département de la Vienne. Avec la Dentaire bulbifère, on trouve les plantes habituelles des sous-bois de chênaies-charmais: anémones, primevères, jacinthes et ancolies.
- le marais des Ragouillis qui borde la rivière. Il s’est développé en bas de pente à la faveur de suintements marneux. Il accueille diverses laîches, notamment la Laîche écailleuse. La Germandrée des marais y a été répertoriée ainsi que le Séneçon aquatique.
- en pied de coteaux, les suintements marneux alimentent aussi un petit étang artificiel.
- en bordure même de la Boivre se trouvent des prairies humides partiellement plantées de peupliers. Elles abritent deux Orchidées rares - l’Orchis incarnat et l’Orchis élevé, ainsi que la Fritillaire pintade, une tulipe sauvage des milieux humides.

Dans le bois du Parc, la présence du Pouillot siffleur, un passereau forestier de distribution localisée en Poitou-Charentes a été observée.

##### La foret de Vouillé
- La forêt de Vouillé est située à une dizaine de kilomètres à l'ouest de Poitiers. C'est un important massif domanial de 1 500 hectares. Elle couvre un plateau à topographie très plane et d'altitude modeste : de 130 à 140 m en moyenne.

Le peuplement forestier est homogène. Il s'agit essentiellement de chênes et de hêtres. Quelques zones ouvertes sont occupées par des landes à bruyères.
La forêt présente un intérêt biologique considérable illustré par la présence de 18 espèces de végétaux rares et/ou menacés. On peut découvrir :
- la Vesce de Poméranie dans les lisières internes de la forêt,
- le Framboisier sauvage,
- l'Œillet superbe qui est une espèce protégée en France et dont la forêt de Vouillé constitue l'une des deux zones où on peut le découvrir en Région Poitou-Charentes,
- les Cicendies (la cicendie filiforme ou la cicendie fluette), plantes naines sur les chemins sablonneux temporairement humides qui traversent les landes,
- la Centenille naine,
- le Renoncule tripartite ou la Hottonie des marais, dans certaines mares,
- la Bartsie visqueuse,
- l' Illécèbre verticillé,
- la Laîche des montagnes ou la laiche dégitée,
- le laser à feuilles larges,
- la pivoine coralline,
- la scille du printemps.

La forêt semi-ouverte et la lande offrent un abri aux rapaces et aux passereaux dont huit font l'objet d'une protection sur tout le territoire national. Il est ainsi possible de voir :
- le Circaète Jean-le-Blanc, un aigle méridional spécialisé dans la capture des reptiles. Il est en foret de Vouillé aux nord occidentales de son aire de répartition en France.
- la Fauvette pitchou est un petit passereau originaire des maquis méditerranéens qui niche dans les secteurs de landes hautes à brande et ajoncs de la forêt.
- la Bondrée apivore,
- le Busard cendré,
- le Busard Saint-Martin,
- l' Engoulevant d'Europe,
- le Locustelle tachetée,
- le Torcol fourmilier,

### Personnalités liées à la commune
- Guillaume V d'Aquitaine
- Richard Cœur de Lion
- Aliénor d'Aquitaine
- Othon de Brunswick[Lequel ?]
- Hugues X de Lusignan
- Isabelle d'Angoulême
- Louis IX
- Alphonse de Poitiers
- Philippe IV le Bel
- Bertrand Du Guesclin
- Jean Ier de Berry
- Louis XI
- Gaspard II de Coligny
- Charles de Téligny
- François de La Noue
- Henri de Navarre
- Marguerite de Valois
- Catherine de Médicis
- Agrippa d'Aubigné
- Thomas Edward Lawrence